# Epanaphe parva
Epanaphe parva är en fjärilsart som beskrevs av Aurivillius. Epanaphe parva ingår i släktet Epanaphe och familjen tandspinnare. Inga underarter finns listade i Catalogue of Life.